# Efetividade
Efetividade é a capacidade de produzir e manter um efeito, que pode ser positivo ou negativo. Consequentemente, o que é efetivo não é necessariamente eficiente ou eficaz.